# Diplasiolejeunea erostrata
Diplasiolejeunea erostrata là một loài Rêu trong họ Lejeuneaceae. Loài này được Schaf.-Verw. mô tả khoa học đầu tiên năm 2004.